# Де Абазин Сейп
«Де Абазин Сейп» — афганский футбольный клуб. Выступает в чемпионате Афганистана. Представляет Юго-Восточный регион страны.

## История клуба
Клуб был основан в 2012 году, незадолго до начала первого национального первенства. В элитную лигу попал в результате отборочных игр. Часть игроков были отобраны в команду в результате кастинг-шоу под названием («Green Field»).